# 岡山県道194号鴨方停車場線
岡山県道194号鴨方停車場線（おかやまけんどう194ごう かもがたていしゃじょうせん）は、岡山県浅口市を通る一般県道である。

## 概要
JR西日本山陽本線 鴨方駅より浅口郡里庄町との境にある岡山県道64号矢掛寄島線に至る。
岡山県庁発行の資料では、本路線の終点は浅口市鴨方町六条院中。

### 路線データ
- 起点：岡山県浅口市鴨方町六条院中（JR西日本山陽本線 鴨方駅前）
- 終点：岡山県浅口市鴨方町六条院中（岡山県道64号矢掛寄島線交点）
- 実延長：0.4 km[注釈 1][1]

## 歴史

### 年表
- 1960年（昭和35年）3月18日 - 岡山県告示第335号により認定。
- 1972年（昭和47年）頃 - 現行の県道番号に変更。[要出典]
- 2006年（平成18年）3月21日 - 浅口郡のうちの鴨方町、金光町、寄島町の3町が対等合併し、浅口市が発足。

## 地理

### 通過する自治体
- 岡山県
  - 浅口市

### 交差する道路
| 交差する道路           | 交差する場所   | 交差する場所 |
| ---------------------- | -------------- | ------------ |
| 岡山県道64号矢掛寄島線 | 鴨方町六条院中 | 終点         |

### 沿線
- JR西日本山陽本線 鴨方駅（浅口市鴨方町六条院中）
- 浅口市役所（浅口市鴨方町六条院中）
- シバセ工業（浅口市鴨方町六条院中）